# Чёлмужи
Чёлмужи (карел. Čolmuži) — старинное село в Медвежьегорском районе Республики Карелия Российской Федерации. Административный центр Чёлмужского сельского поселения.

## Общие сведения
Расположена в устье реки Немина, на восточном берегу Чёлмужской губы Заонежского залива Онежского озера.
Рыбацкая деревня Чёлмужи впервые упоминается в писцовых книгах XV века как центр Челмужского погоста.
В деревне действует школа, пекарня, лесничество.

## Название
Исследователи гидронимии Карелии предполагают, что в основе названия — саамское слово čoalme, обозначающее пролив.

## Население
| 2002 | 2009 | 2010 | 2013 |
| ---- | ---- | ---- | ---- |
| 795  | ↘672 | ↘562 | ↘508 |

## Туризм
На окраине села находится туристическая база «Чёлмужи».

## Транспорт
Федеральная автодорога А119.

## Достопримечательности

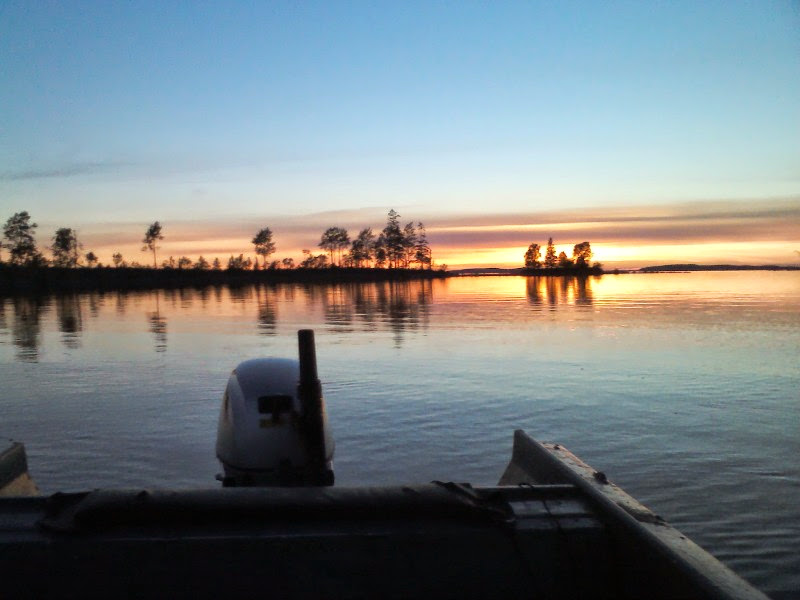
Вид на Чёлмужскую косу

Деревянная церковь Петра и Павла или Богоявления Господня конца XVI века—начала XVII века, одна из старейших церквей Заонежья, памятник архитектуры федерального значения. Церковь представляет собой переходный тип культовых зданий от клетских к шатровым. Является памятником архитектуры федерального значения. В XX веке в течение многих лет подтапливалась вследствие строительства Свирской ГЭС и находилась фактически в бесхозном состоянии.
Напротив посёлка, на юго-восточном побережье Заонежского залива Онежского озера, находится Чёлмужская коса — государственный региональный геологический памятник природы.

## Улицы
- ул. Верховская
- ул. Гагарина
- ул. Заречная
- ул. Комсомольская
- ул. Комсомольско-Молодёжная
- ул. Конституции
- ул. Лесная
- пер. Лесной
- ул. Молодёжная
- ул. Набережная
- ул. Нагорная
- ул. Рыбацкая
- ул. Садовая
- ул. Титова